# Rue du Docteur-Paul-Pujos
La rue du Docteur-Paul-Pujos (en occitan : carrièra del Doctor Paul Pujos) est une voie de Toulouse, chef-lieu de la région Occitanie, dans le Midi de la France.

## Situation et accès

### Description
La rue du Docteur-Paul-Pujos est une voie publique. Elle se trouve au cœur du quartier Bonnefoy.
La chaussée compte une voie de circulation dans chaque sens. Elle appartient à une zone 30 et la circulation y est limitée à 30 km/h. Il n'existe en revanche ni piste, ni bande cyclable.

### Voies rencontrées
La rue du Docteur-Paul-Pujos rencontre les voies suivantes, dans l'ordre des numéros croissants :
1. Rue du Faubourg-Bonnefoy
2. Chemin de Lapujade

## Odonymie
La rue est, lorsqu'elle est ouverte nommée en l'honneur de sainte Isabelle (1225-1270) : fille du roi Louis VIII et de la reine Blanche, et sœur du roi Louis IX, elle fonda en 1255 le monastère des sœurs mineures de l'abbaye royale de Longchamp, près de Paris. Elle fut béatifiée – et non canonisée – en 1521 par le pape Léon X. Par ailleurs, il existait depuis 1864, dans le quartier Bonnefoy, deux rues nommées en hommage à sa mère (actuelle rue Louis-Massé) et à son frère (actuelle rue Saint-Louis).
En 1937, le conseil municipal décidé d'honorer la mémoire de Paul Pujos (1876-1936). Docteur en médecine, il avait œuvré au bénéfice des habitants du quartier. Il habitait d'ailleurs à proximité (ancien no 27 rue du Faubourg-Bonnefoy).

## Patrimoine et lieux d'intérêt

### Bains-douches de Bonnefoy
L'ensemble regroupe des bains-douches (actuel no 13) et un lavoir (actuel no 15), construits en 1929 et mis en service le 30 mars 1930. L'ensemble se compose de deux corps de bâtiment accolés.

### Maisons
- no  8 : maison toulousaine (deuxième moitié du XIXe siècle)[6].
- no  12 : maison (vers 1947)[7].
- no  16 : maison toulousaine (deuxième moitié du XIXe siècle)[8].
- no  18 : maison toulousaine (deuxième moitié du XIXe siècle)[9].
- no  20 : maison toulousaine (deuxième moitié du XIXe siècle)[10].
- no  22 : maison toulousaine (deuxième moitié du XIXe siècle)[11].